# Феофания (Сидорова)
Феофания (в миру Елена Николаевна Сидорова, урождённая Митрополова; 1800—1888) — схиигуменья Шенкурского Свято-Троицкий женского монастыря.

## Биография
Елена Митрополова родилась в 1800 году в городе Вологде; по происхождению была купеческого звания. Была замужем (взяла фамилию мужа — Сидорова) и жила в Архангельске; имела детей и овдовела в 1827 году. После смерти супруга, владея значительным состоянием, она занималась воспитанием и устройством своих детей, широкой благотворительностью и много путешествовала по святым местам.
В 1860 году Елена Николаевна Смирнова поступила в Холмогорский женский монастырь, где через три года была пострижена в рясофор с именем Евгении, а в 1865 году приняла великий постриг с именем Феофании.
Тихо и мирно, в «подвигах молитвы», посильного труда и послушания текла её жизнь. 2 января 1866 года она посвящена была в сан игуменьи восстановленного Шенкурского Свято-Троицкого женского монастыря, над возобновлением которого ей пришлось много потрудиться. Плодом её забот и трудов явились: два благолепно устроенных каменных храма, три новых жилых корпуса и новая каменная ограда вокруг обители; в храмах обители отправлялось ежедневно богослужение. За свои неустанные труды она была награждена сребропозлащенным крестом Священного Синода и Золотым крестом с брильянтовыми украшениями.
20 августа 1887 году матушка Феофания приняла схиму.
Скончалась Феофания Сидорова 28 января 1888 года после тяжёлой восьмилетней болезни, которую переносила с христианским терпением, занимаясь благотворительностью и молитвою.